# Couptrain
Couptrain – miejscowość i gmina we Francji, w regionie Kraj Loary, w departamencie Mayenne.
Według danych na rok 1990 gminę zamieszkiwało 149 osób, a gęstość zaludnienia wynosiła 210 osób/km² (wśród 1504 gmin Kraju Loary Couptrain plasuje się na 1088. miejscu pod względem liczby ludności, natomiast pod względem powierzchni na miejscu 1223.).